# 평양제1백화점

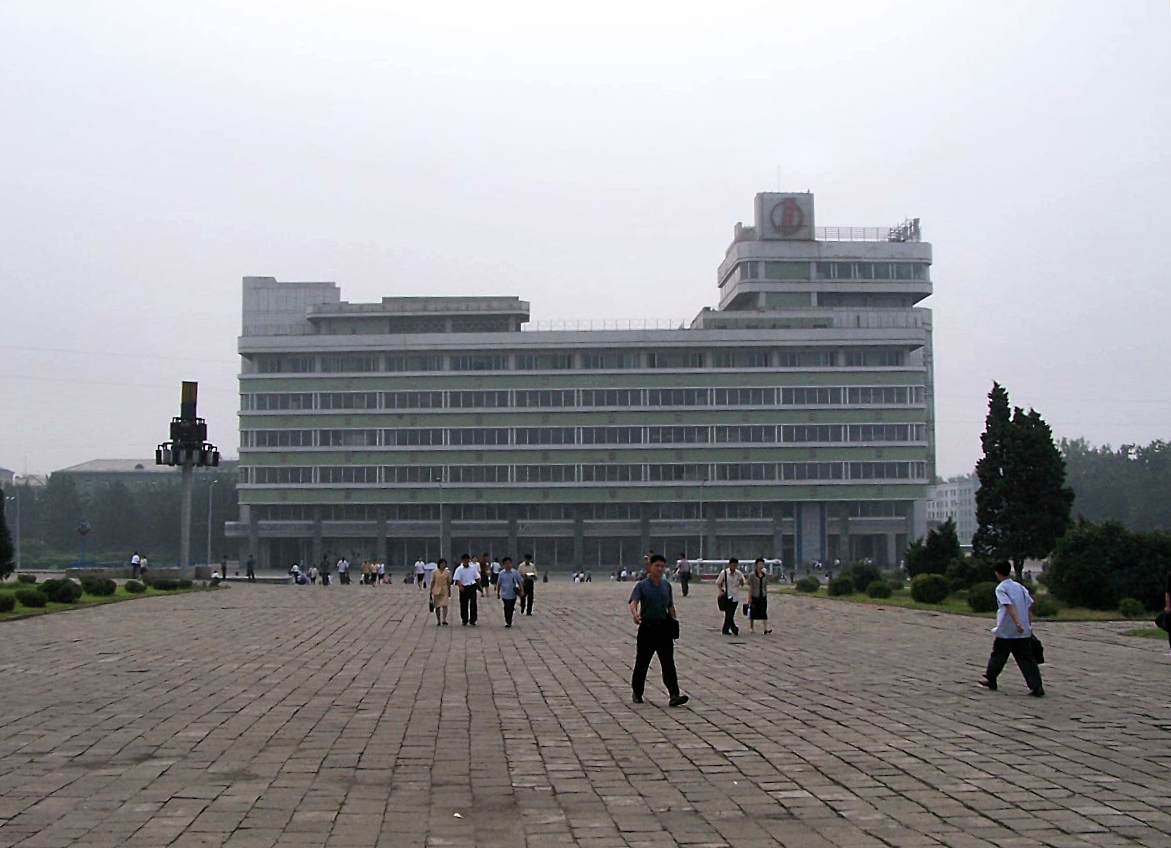

평양제1백화점(平壤第一百貨店)은 조선민주주의인민공화국에서 운영하는 조선 최대의 국영백화점이다. 평양직할시 중구역 경흥동에 위치하고 있다.
건물은 본관 건물 3층과 별관 건물 9층으로 되어있고, 각 층마다 연결하는 에스컬레이터와 엘리베이터가 1개씩 설치되어 있다. 9층은 청량음료점이 설치되어 있고, 1층에서는 인스턴트 식당이 있다. 한편, 아이들이 젖을 먹을 수 있도록 하는 수유실도 설치되어 있다.
2012년 이후로 상품 판매가 매우 자유롭게 이루어져 많은 사람들이 이용하고 있으며 다른 상점들에 비해 상품 가격이 상대적으로 저렴하다. 광복지구상업중심(이전에 광복백화점)과 함께 가장 많은 사람들이 찾는 백화점이다.